# 阮克宅 (嗣德十四年舉人)
阮克宅（越南语：／，？—？），字安之（越南语：／），號汭川，越南阮朝舉人、官員。

## 生平
阮克宅爲山西省國威府安山縣舜汭社人。
嗣德十四年（1861年）在河內場中辛酉科舉人。官至史舘纂修。

## 著作
- 《汭川詩集》
- 《汭川隨筆詩集》
- 《汭川筆詩集》
- 《汭川文集》
- 《汭川剩筆文集》
- 《汭川帳集》
- 《汭川阮安之詩集》，附載於《圍江效顰集》中
- 《汭川隨筆詩編全集卷之二》，抄於《雨中隨筆》中
- 審評《覬進詩編》
- 參與編纂《準定鄉會試法》
- 有詩文被收錄於：《諸家文集》、《阮忠勸賦》、《三登黃甲場賦》、《壽席珠璣》、《舜汭詩文集》等[1]